# جنگ آسیر و ونیر

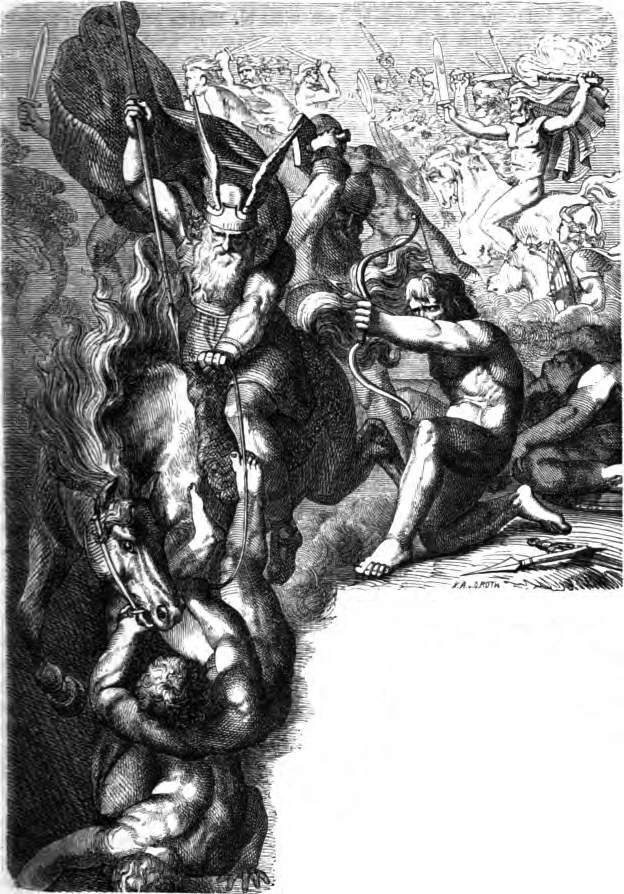
آسیر علیه ونیر، (۱۸۸۲)

جنگ آسیر و ونیر در اسطوره‌شناسی اسکاندیناوی، نبردی کهن بود که میان دو گروه از ایزدان به نام‌های اِزیر و ونیر درگرفت که در نهایت به صلح و اتحاد این دو گروه و تشکیل تنها یک گروه از ایزدان منجر شد. این جنگ یکی از رخ‌دادهای مهم در اساطیر نورس به‌شمار می‌رود. روایت‌های این اسطوره آشفته است و اسنوری بدون اشاره به علت این نبرد از دو افسانه متفاوت سخن می‌گوید. اطلاعات خرد و پراکنده‌ای دربارهٔ جنگ در منابع باقی مانده‌ای همچون شعر ولوسپا، اولین و شناخته‌شده‌ترین شعر در ادای منظوم، در کتاب اسکالدزکاپارمال بخشی از مجموعه متون ادای منثور و روایات کتاب ینگلینگ ساگا (تاریخ دودمان شهریاری ینگلینگ) اثر اسنوری استورلوسون به چشم می‌خورد.

## آغاز جنگ

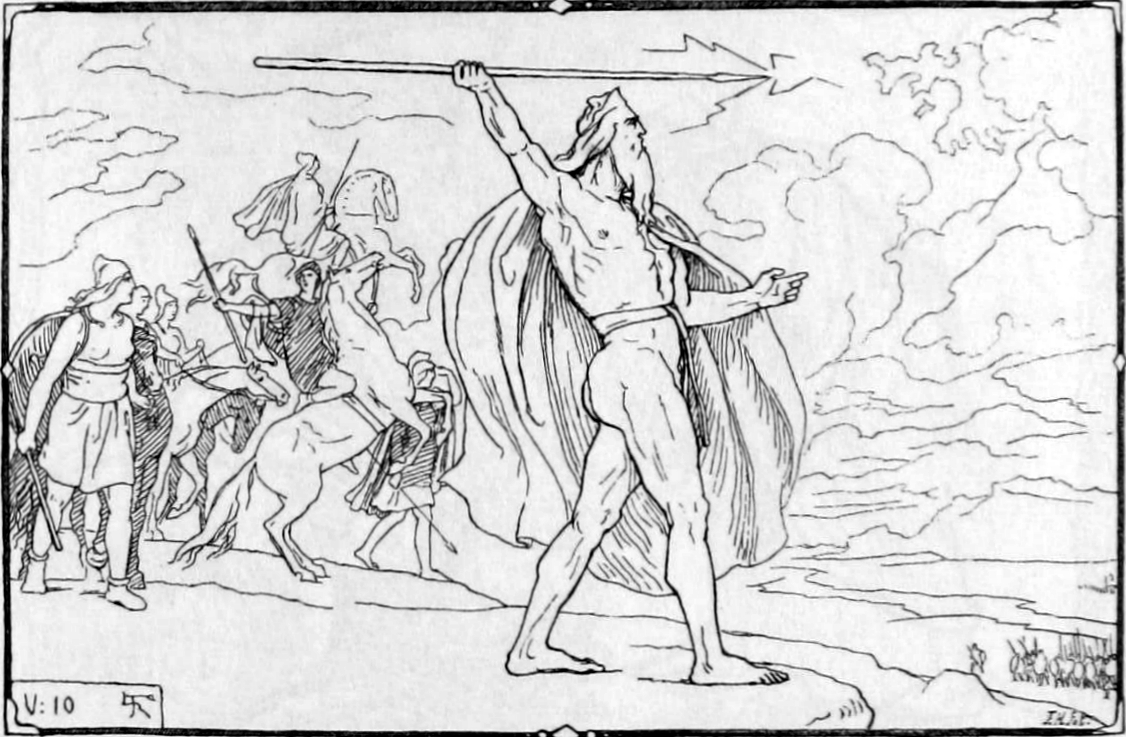
اودین در جنگ آسیر-ونیر نیزه‌ای را به سمت وانیر پرتاب می‌کند.

بر طبق شعر ولوسپا، فریا ایزدبانوی عشق و باروری ونیر، همیشه در سحر و جادو پیش قدم بود و استعداد فراوانی در هنر سِیدر داشت. (یکی از شکل‌های جادو در اواخر عصر آهن اساطیر شمال که فرد قادر به تشخیص و تغییر سرنوشت اشخاص بوسیلهٔ پیوند دادن دوباره بخشی از سرنوشت بود) فریا همانند بسیاری از سِیدرهای تاریخ، از شهری به شهر دیگر سفر می‌کرد و هنر خود را برای استخدام به نمایش می‌گذاشت. او تحت نام جدید هید (به معنی درخشان)، بالاخره به آسگارد، سرزمین آسیر رسید. آسیر کاملاً تحت تأثیر قدرت و توانایی‌های او قرار گرفتند و شدیداً دنبال به خدمت‌گیری او بودند. اما به زودی متوجه شدند ارزش‌هایشان همانند احترام، وفاداری و اطاعت از قانون که تصمیم داشتند با سحر و جادو به انجام برسانند، زیر پا گذاشته می‌شود. از این رو آسیر، فریا را به دلیل کاستی‌های شخصیتی خودشان مورد سرزنش قرار دادند و به او لقب گول‌ویگ (طمع طلا) دادند و قصد کشتنش را کردند. آن‌ها سعی کردند سه بار او را بسوزانند، اما او هر سه بار از خاکسترش دوباره متولد شد.
در تفسیرات دیگر، جنگ زمانی آغاز شد که آسیرها، یکی از ایزدبانوان ونیر به نام گول‌ویگ را شکنجه کردند. گول‌ویگ عاشق طلا بود و همیشه دربارهٔ آن صحبت می‌کرد. آسیرها که از شنیدن حرف‌های تکراری او دربارهٔ طلا خسته شده بودند، او را در تالار اُدین بستند و در بدنش نیزه فروبردند. سپس او را سه مرتبه در آتشی جادویی سوزاندند، اما هر بار که او می‌سوخت، از نو متولد می‌شد.
این دلیلی بود که آسیر و ونیر از یکدیگر متنفر شده و خصومت‌های میان آن‌ها منجر به آغاز جنگ گشت. در ابتدا ونیر برای شکنجه یکی از افراد نژادشان، خواستار جبران خسارت شدند. آن‌ها درخواست قصاص به مثل کردند، اما آسیر به جای پاسخگویی به تقاضای ونیرهای صلح‌جو، با آن‌ها وارد جنگ شدند. آسیر با قوانین مبارزه تن به تن توسط سلاح‌ها و قدرت خشم به مبارزه می‌پرداختند، در حالی که ونیر با ابزارهای زیرکانه و سحر و جادو به نزاع می‌پرداختند. جنگ مدت‌ها ادامه داشت و هر طرف به‌طور مساوی بر یکدیگر چیره می‌شدند. اما بالاخره از جنگیدن خسته و فرسوده شده و سرانجام تصمیم به آتش‌بس گرفتند. آن‌ها برای اطمینان از برقراری صلح و بر طبق فرهنگ‌های مرسوم در اساطیر نورس و ژرمن، قبول کردند گروگان‌هایی در میان خود داد و ستد کنند. ونیرها بلندآوازه‌ترین ایزدان خود شامل نیورد و فرزندانش فریا و فریر را ارسال کردند و در مقابل آسیرها هونیر، مردی بلندقامت و خوشرو را به همراه میمیر، خردمندترین مرد در میان اِزیر را فرستادند.

### ادای منثور
در روایتی دیگر از کتاب اسکالدزکاپارمال در مجموعه ادای منثور، ایزدان تبار ازیر و ونیر ترک مخاصمه را جشن می‌گیرند و در این جشن همهٔ ایزدان در ظرفی تُف می‌اندازند، که این کار روشی برای تخمیر مایعات شیرین نزد مردمان بدوی است. از این مایع غولی فرزانه به نام کواسیر هستی می‌یابد که او را یارای پاسخ دادن به بسیاری از پرسش‌ها است. کواسیر بعدها به قتل رسید و از خون او نوشیدنی الهام بخش ساخته شد.